# Paradeplatz (Zürich)

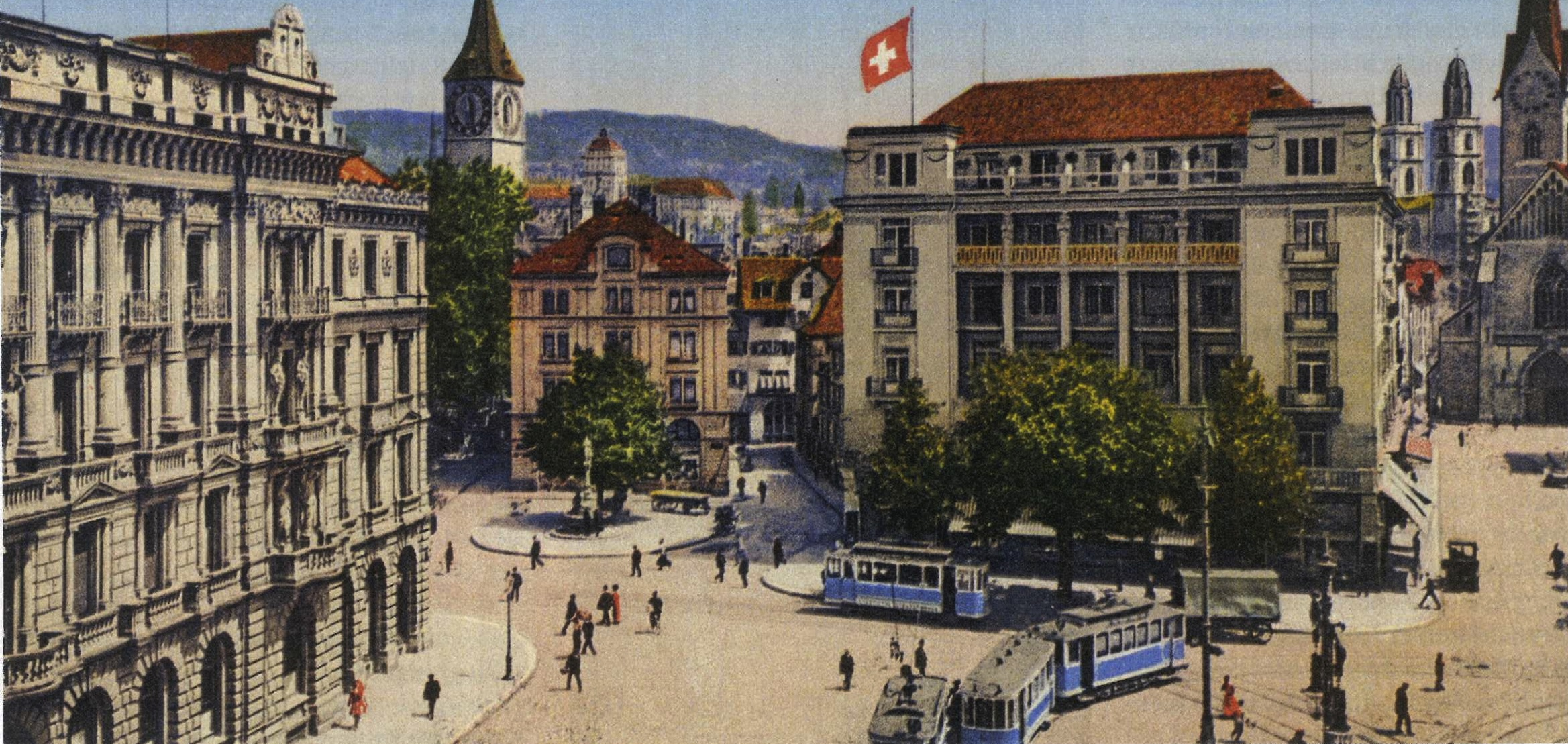
Gleiche Ansicht im Jahr 1910

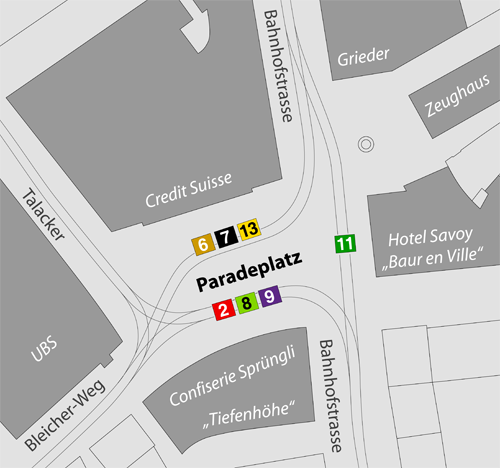
Karte Paradeplatz Zürich, mit Tramhaltestellen der VBZ

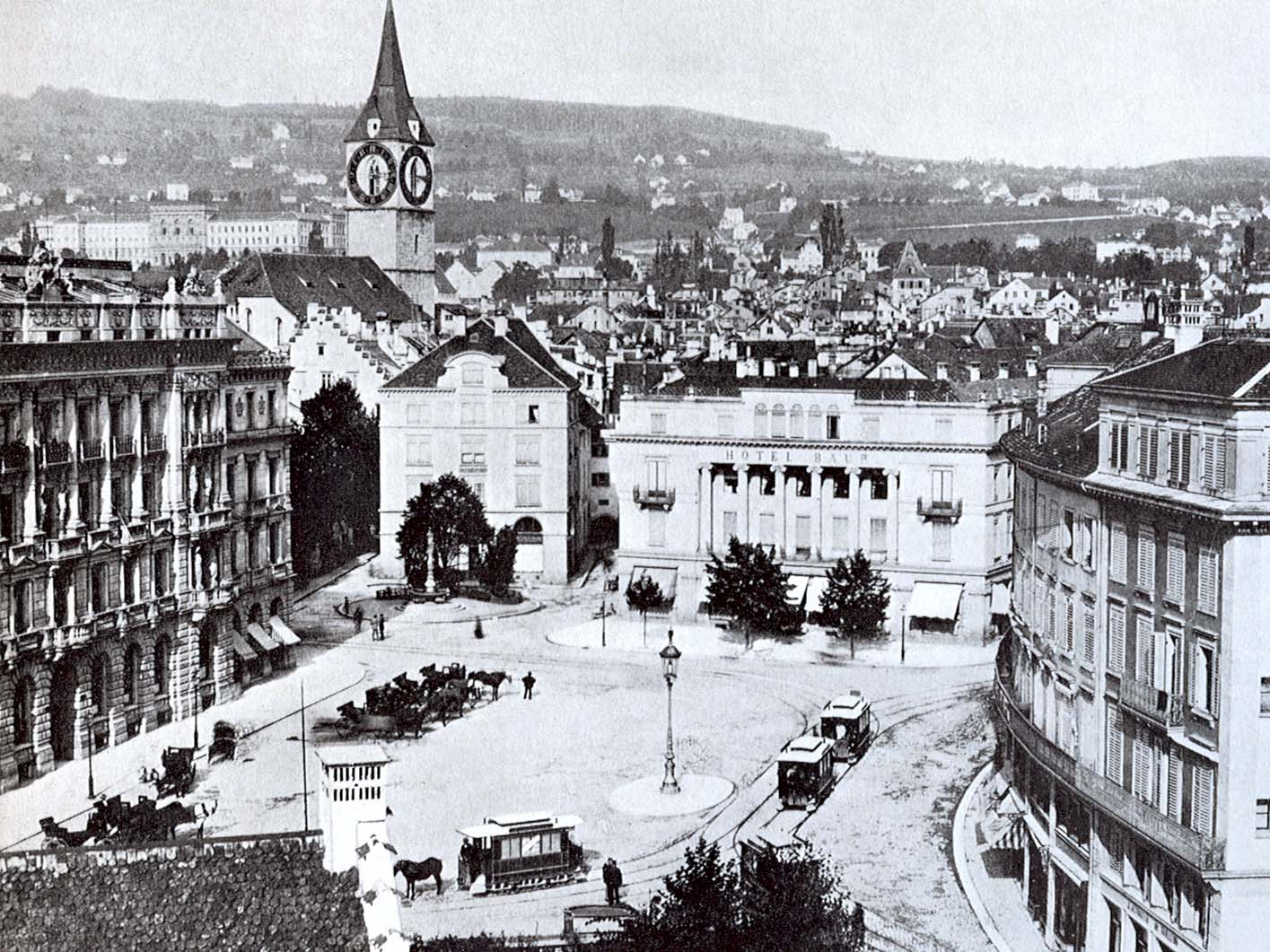
Paradeplatz ca. 1888, mit Rösslitram im Vordergrund

Der Paradeplatz an der Bahnhofstrasse im Quartier City in Zürich gilt als der teuerste der Stadt und ist seit Jahren Synonym für Banken und den Schweizer Wohlstand. Direkt am Paradeplatz befinden sich die Schweizer Grossbank UBS, das Luxushotel Mandarin Oriental, die Confiserie Sprüngli sowie die Galerie Gmurzynska. Das Domizil zahlreicher Banken liegt in unmittelbarer Nähe zum Platz.

## Geschichte
Der Paradeplatz war im 17. Jahrhundert als Umschlagplatz für Tiere (unter anderem Schweine) unter dem Namen «Säumärt» (Schweinemarkt) bekannt. 1819 wurde die Bezeichnung in Neumarkt geändert, vermutlich unter anderem aufgrund des anhaltenden wirtschaftlichen Aufschwungs in der Region Zürich. Der Name Neumarkt hielt sich ca. 50 Jahre lang, bis man den Platz in Paradeplatz umtaufte. Damit wurde ein Bezug hergestellt zum naheliegenden Zeughaus und Munitionslager der Stadt.
Bis zum Abriss der Stadtmauern war der spätere Paradeplatz einerseits durch die Stadtmauern mit dem Wollishofer Tor und dem Katzenturm und andererseits durch die sogenannte Tiefenhoflinde geprägt. Vor der Stadtmauer verlief der alte Stadtgraben, der immer noch offen lag und Fröschengraben hiess. Im Jahr 1838 eröffnete der Österreicher Johannes Baur das erste und damals vornehmste Fremdenhotel der Stadt am östlichen Ende des Platzes als «Hôtel Baur en Ville».
Gleichzeitig eröffnete die Kantonalzürcherische Postdirektion nebenan mit dem «Zentralhof» ein grosses Postkutschenzentrum, das gemäss Zeitgenossen einzigartig in Europa war. Es wurde nach Plänen von Hans Conrad Stadler gebaut. Der damalige Neumarkt wurde so zu einem der betriebsamsten Plätze Zürichs.
Der Platz wurde durch die Erbauung der Bahnhofstrasse ab 1864 noch zusätzlich aufgewertet, da nun eine direkte Verbindung zum Hauptbahnhof Zürich bestand und der Fröschengraben zugeschüttet wurde. Dies geschah sehr zur Freude des Zuckerbäckers David Sprüngli, der 1859 seinen Geschäftssitz von der Marktgasse an den Paradeplatz, und in eines der erst kürzlich erbauten Geschäftshäuser Tiefenhöfe verlegt hatte unter der falschen Annahme, der damals geplante neue Bahnhof (Umbau 1867) würde direkt am Paradeplatz gebaut werden. Dass die Bahnhofstrasse zur Zürcher Pracht- und Einkaufsstrasse werden würde, sah niemand voraus. Der 1857 durch Gustav Albert Wegmann (1812–1858) erbaute Gebäudekomplex der Tiefenhöfe, in dem die Confiserie Sprüngli seit damals ihren Geschäftssitz hat, war der erste Schritt zum heutigen Handels- und Geschäftsplatz.

### Chronologie
- bis in das 17. Jahrhundert Umschlagplatz «Säumärt» (Schweinemarkt)
- 1487: Erbauung des Zeughauses in unmittelbarer Umgebung
- 1642: wurde eine neue Stadtbefestigung für Zürich errichtet. Der Platz rückte damit in die Stadt hinein.
- 1684: Garten des «Neuenhofes» an der Westseite
- 1686: Bau des «Feldhofs» an der Nordseite (als Geschützzeughaus und Wohnung des Zeugherrn)
- 1819: Umbenennung in «Neumarkt»
- 1838: Eröffnung des Hotels «Baur en Ville» und des Postkutschenzentrums Posthof (heute Zentralhof) an der Ostseite des Platzes
- 1857: Bau des ersten modernen Geschäftshauses Tiefenhöfe an der Südseite anstelle der Tiefenhoflinde
- 1865: Umbenennung in Paradeplatz
- 1872: der Platz bekommt einen Brunnen
- 1873: Niederlassung der Kreditanstalt an der Nordseite (Architekt Jakob Friedrich Wanner (1830–1903))
- 1882: führen drei Rösslitram Linien über den Paradeplatz
- 1896: erste elektrische Tram-Linien
- 1897–1899: Erbauung des ersten Gebäudes des Bankvereins durch Charles Mewes (1860–1916) an der Westseite
- 1900: totaler Umbau des Platzes und Umstellung auf elektrische Trams
- 1907: Umbau des Hotels an der Ostseite
- 1913: Bau des Grieder-Gebäudes im Nordosten des Paradeplatzes
- 1928: Errichtung des ersten Tram-Wartehäuschens
- 1953–1960: Neubau des Bankverein-Gebäudes (heute UBS) an der Westseite durch Roland Rohn (1905–1971)
- 1998: Schang Hutter reagiert auf die Verfahren um jüdische Vermögen bei Schweizer Banken mit der kurzzeitigen Aufstellung der Stahlplastik Shoah.[1]
- 2000: Totalsanierung des Platzes
- 2011: Nach den «Bankenrettungen» im Zuge der Weltfinanzkrise 2007–2008 wird der Platz am 15. Oktober von «Occupy Paradeplatz» (Occupy) besetzt.[2]
- 2022: Das Gebäude der UBS am Paradeplatz 6 wird bis voraussichtlich 2027 umfassend renoviert. Architekt: Herzog & de Meuron, Basel.[3]

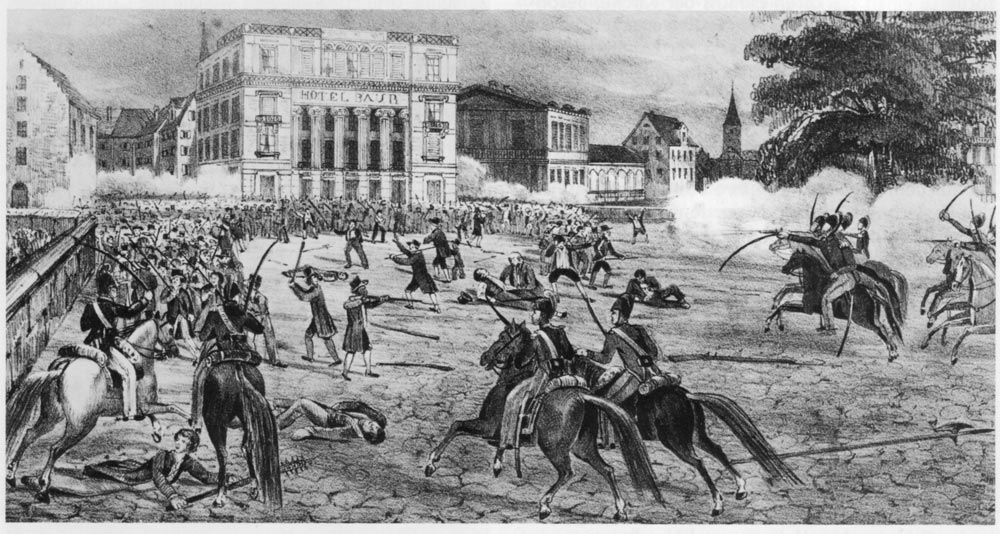
Das neu errichtete Hôtel Baur en ville während des Züriputsch von 1839
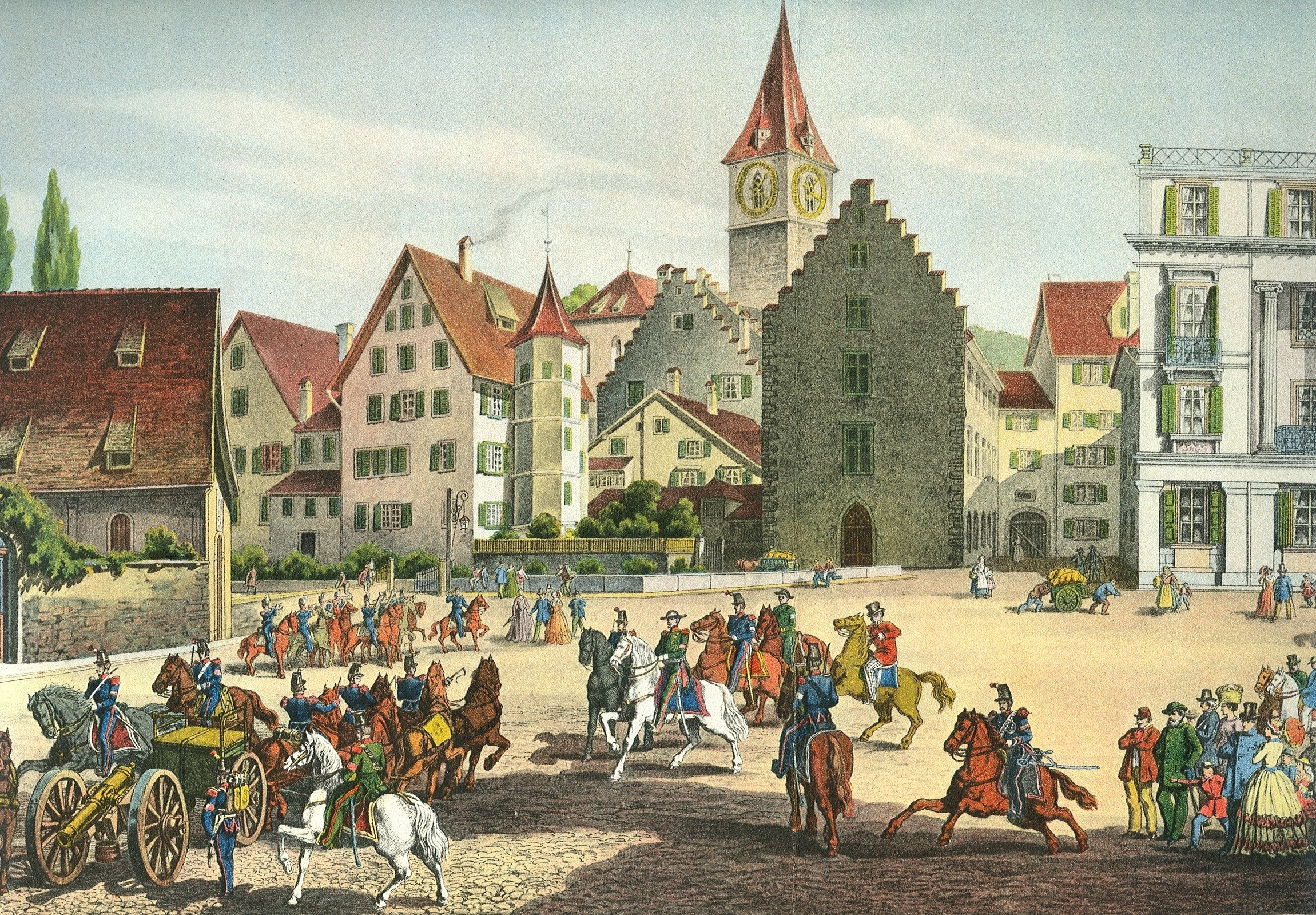
Paradeplatz 1840, Blick nach Nordosten
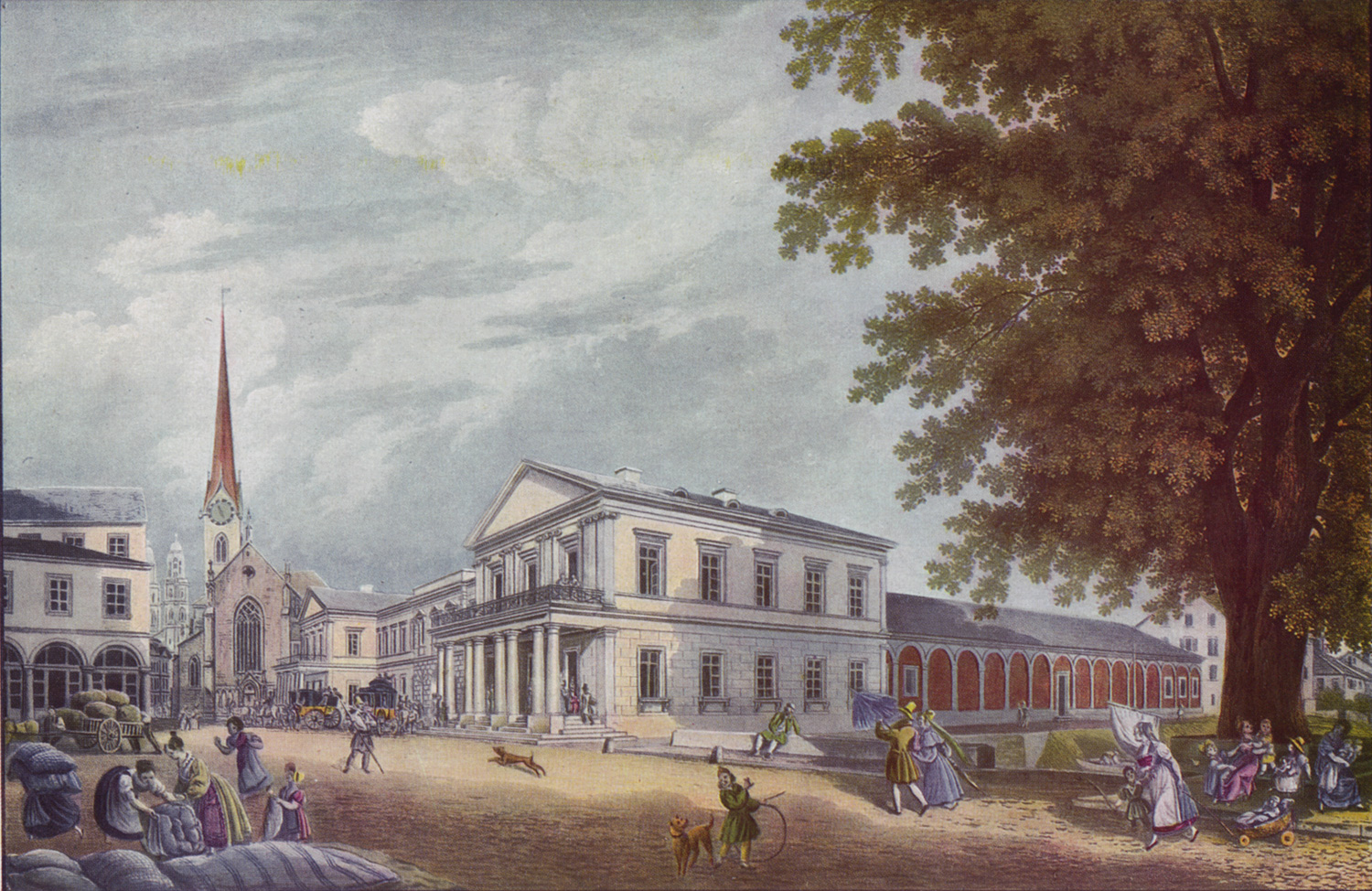
Um 1850. Blick vom heutigen Paradeplatz auf den Posthof und das Fraumünster, rechts die Tiefenhoflinde

## Trivia
- Im Spiel Monopoly ist in der Schweizer Ausgabe der Paradeplatz der teuerste Ort.
- Die Finanzwebsite Inside Paradeplatz von Lukas Hässig bezieht sich mit ihrem Namen auf den Ort.